# 袁建滔
袁建滔（Toe Yuen Kin-To），香港導演、剪接、編劇，作品多為動畫電影，1991年畢業於香港浸會學院傳理系，主修電影。曾任職漫畫評論雜誌主編、電視台編劇、電影特技及電腦動畫。代表作是《麥兜故事》和《麥兜菠蘿油王子》。

## 作品
| 年份 | 名稱                       | 職務 | 職務 | 職務 | 備註              |
| 年份 | 名稱                       | 導演 | 編劇 | 剪接 | 備註              |
| ---- | -------------------------- | ---- | ---- | ---- | ----------------- |
| 2001 | 麥兜故事                   | 是   | 是   | 否   |                   |
| 2004 | 麥兜菠蘿油王子             | 是   | 是   | 否   |                   |
| 2008 | 十分鍾情                   | 是   | 是   | 是   | 十部短片組成      |
| 2010 | 長江七號愛地球             | 是   | 否   | 否   | 長江7號動畫電影版 |
| 2019 | 大偵探福爾摩斯：逃獄大追捕 | 是   | 是   | 否   | 與鄒榮肇合導      |
| 2025 | 小蟲蟲大冒險               | 是   | 是   | 否   |                   |

## 相关成就
- 第24届香港电影金像奖 - 新晋导演(入围)　 (作品)麦兜菠萝油王子(2004)
- 第39届台湾电影金马奖 - 金马奖最佳动画长片 (作品)麦兜故事(2001)

## 外部連結
- 袁建滔在香港影庫上的簡介
- 袁建滔在豆瓣上的资料（简体中文）
- 袁建滔在时光网上的簡介（简体中文）
- 袁建滔在互联网电影资料库（IMDb）上的資料（英文）